# Rasmus Thelander
Rasmus Thelander, né le 9 juillet 1991 à Copenhague au Danemark, est un footballeur danois qui évolue au poste de défenseur central à l'Omónia Aradíppou.

## Biographie

### AB Copenhague
Né à Copenhague, Rasmus Thelander est formé par l'un des clubs de la capitale danoise, l'AB Copenhague. Il joue son premier match en professionnel en coupe du Danemark face à l'IF Foroyar, le 19 août 2009. Il est titularisé et son équipe s'impose par trois buts à zéro. L'AB Copenhague évolue en deuxième division danoise lorsqu'il fait ses débuts en championnat, le 6 juin 2010 contre le FC Roskilde. Il entre en jeu et son équipe s'impose par deux buts à zéro.

### Aalborg BK
Le 14 juin 2012 est annoncé le transfert de Rasmus Thelander à l'Aalborg BK, où il signe pour deux ans.
Il joue la finale de la coupe du Danemark le 15 mai 2014 face au FC Copenhague. Ce jour-là il réalise un doublé par deux coups de tête, contribuant à la victoire de son équipe par quatre buts à deux.

### Panathinaïkos
Rasmus Thelander quitte le Danemark pour la Grèce le 2 juillet 2015, où il rejoint le Panathinaïkos.
Le 26 juillet 2017, Thelander est le cinquième footballeur (après Michael Essien , Efstáthios Tavlarídis, Jens Wemmer et Niklas Hult) en huit mois à déposer un recours contre le Panathinaikos pour retard de paiement. Dans son recours, il réclame un montant de 510 000 euro couvrant également le contrat de l'année suivante.

### FC Zurich
Le 15 août 2017 Rasmus Thelander rejoint la Suisse en signant pour trois ans au FC Zurich. Il joue son premier match pour le club le 16 septembre 2017, lors d'une rencontre de coupe de Suisse face au FC Bassersdorf. Il est titularisé et son équipe s'impose par trois buts à zéro.

### Vitesse Arnhem
Le 17 mai 2018 est annoncé le transfert de Rasmus Thelander au Vitesse Arnhem pour un contrat de trois ans. Il joue son premier match pour sa nouvelle équipe le 19 août 2018, lors d'une rencontre d'Eredivisie face au SC Heerenveen. Il entre en jeu à la place de Maikel van der Werff et les deux équipes se neutralisent (1-1 score final). Thelander se blesse quelques jours plus tard à l'entrainement, victime d'une fracture à la cheville qui le tient éloigné des terrains pendant plusieurs mois. Il fait son retour à la compétition le 3 novembre 2018, à l'occasion d'un match de championnat face au PSV Eindhoven. Il entre en jeu à la place de Navarone Foor lors de cette rencontre perdue par son équipe (1-0).

### Retour à l'Aalborg BK
Le 22 août 2019 Thelander fait son retour dans son pays natal, dans le club qui l'a révélé, l'Aalborg BK, avec qui il signe un contrat de trois ans. Il joue son premier match depuis son retour le 26 août 2019 contre l'AC Horsens, en championnat. Il entre en jeu et son équipe s'impose par cinq buts à zéro. Thelander marque un but en coupe du Danemark face au Nörresundby FB le 11 septembre 2019, participant ainsi à la large victoire de son équipe (0-8). Il parvient avec son équipe à atteindre la finale de la coupe du Danemark qui a lieu le 1er juillet 2020 face à SønderjyskE. Il est titulaire et son équipe est battue sur le score de deux buts à zéro.

### Ferencváros TC
Lors de l'été 2022, Rasmus Thelander rejoint la Hongrie pour s'engager en faveur du Ferencváros TC. Le transfert est annoncé le 23 juin 2022.

### Nouveau retour à Aalborg
En janvier 2023, seulement six mois après son départ, Rasmus Thelander fait son retour à l'Aalborg BK. Le transfert est annoncé dès le 18 novembre 2022 et il signe un contrat courant jusqu'en décembre 2026.

## Palmarès
Aalborg BK
- Championnat du Danemark
  - Vainqueur en 2013-2014
- Coupe du Danemark
  - Vainqueur en 2014
  - Finaliste en 2020

 FC Zurich
- Coupe de Suisse
  - Vainqueur en 2017-2018